# Galax urceolata
Galax urceolata là một loài thực vật có hoa trong họ Diapensiaceae. Loài này được (Poir.) Brummitt mô tả khoa học đầu tiên năm 1972.